# Daniil Kvyat
Daniil Vyacheslavovich Kvyat em russo, Дании́л Квят (Ufa, 26 de abril de 1994) é um automobilista russo que atuou na Fórmula 1 pelas equipes Toro Rosso, Red Bull e AlphaTauri. Recentemente, competiu no Campeonato Mundial de Endurance da FIA pela Lamborghini Iron Lynx. Foi campeão da GP3 Series em 2013 e da Fórmula Renault 2.0 Alpes em 2012.

## Carreira

### Kart
Começou a carreira no kart aos oito anos, disputando provas em seu país e na Itália. Em 2009, foi terceiro colocado no campeonato europeu da categoria KF3 e vice na WSK International Series.

### Fórmulas BMW e Renault e Toyota Racing Series
Em 2010, Kvyat estreou nos monopostos disputando a Fórmula BMW do Pacífico ao lado de Carlos Sainz Jr., também correndo na divisão europeia da categoria, além da Fórmula Renault Britânica, tendo resultados pouco expressivos (com exceção desta última).

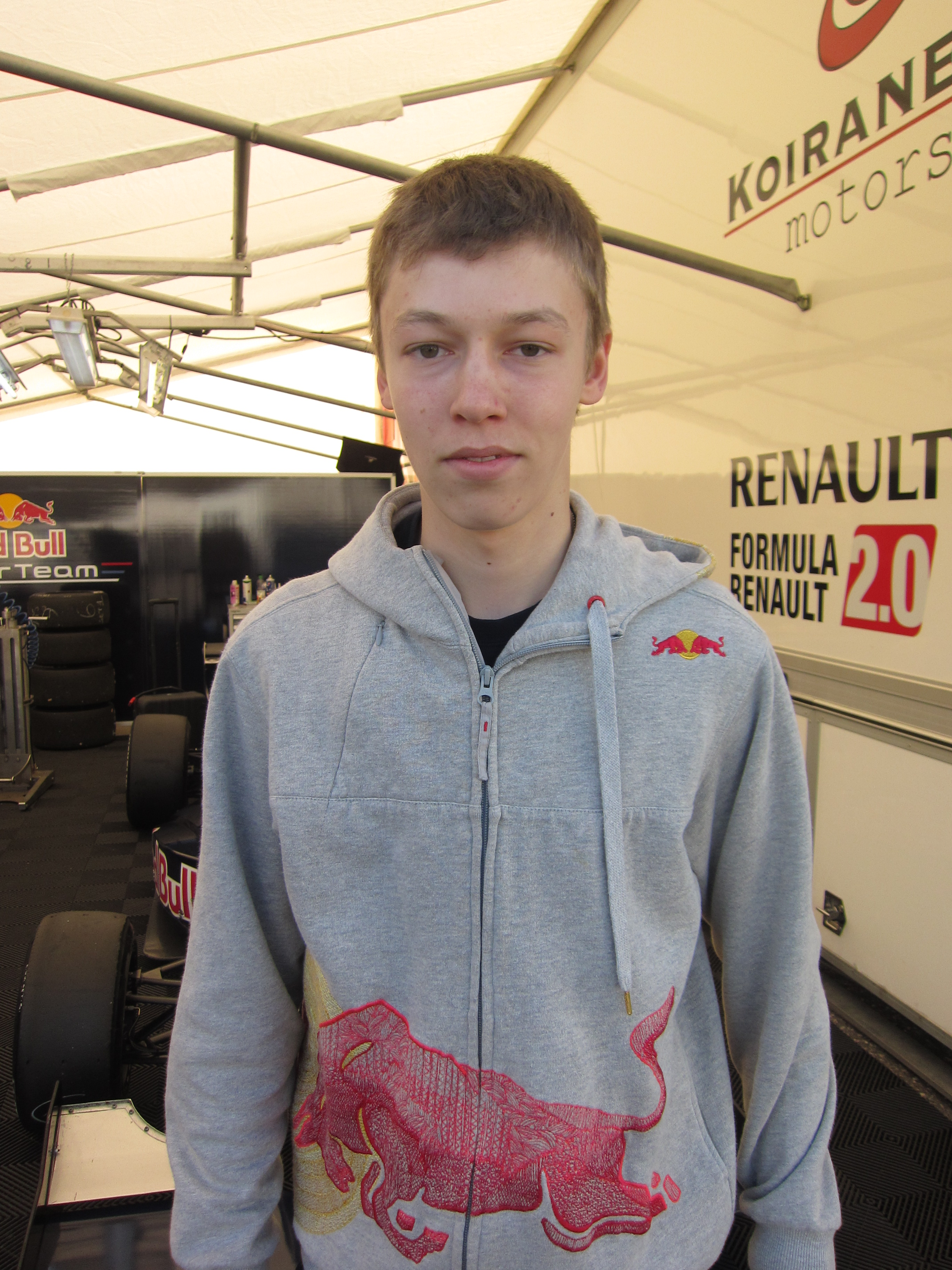
Daniil Kvyat em 2011

Kvyat e seu companheiro de equipe na Formula BMW e Red Bull Junior Team Sainz Jr. juntaram-se a Koiranen para as temporadas completas de 2011 na Eurocopa e na Fórmula Renault 2.0 NEC. Ele terminou como vice-campeão atrás de Sainz Jr. na classificação da copa norte-europeia com sete vitórias, incluindo um hat-trick de vitórias em Monza. Já na Euro, além de ter ficado atrás de Sainz, Kvyat também foi superado pelo ex-rival da Formula BMW Robin Frijns, embora tenha marcado duas vitórias em Spa e Nürburgring.
Passou pela Toyota Racing Series, onde foi quinto colocado com uma vitória e seis pódios, e fez mais uma temporada na Eurocopa de Fórmula Renault 2.0 em 2012, travando uma batalha pelo título contra Stoffel Vandoorne. Apesar do "Torpedo" ter vencido sete vezes, sendo o maior vitorioso da competição, Vandoorne se mostrou mais regular, mesmo tendo apenas quatro vitórias, pois o belga manteve constância, nunca ficando abaixo do quarto lugar em todas as provas, exceto uma que abandonou. Já Kvyat só conseguiu fazer mais dois pódios, não pontuou em duas provas e acabou o campeonato com 234 pontos, dez a menos do que o belga, campeão da temporada. Em compensação, Kvyat foi o vencedor da classe Junior.
Mas foi na Fórmula Renault 2.0 Alpes que Kvyat viveu seu primeiro grande momento como profissional, onde sagrou-se campeão. O russo obteve oito pódios, com a maioria destes sendo de sete vitórias, e 217 pontos, com apenas 3 de vantagem sobre o vice-campeão Norman Nato.

### Fórmula 3
Kvyat disputou sete rodadas da Fórmula 3 Europeia pela Carlin. Apesar de ter conquistado 131 pontos, incluindo uma vitória dominante em Zandvoort, estes não contaram para a classificação geral, uma vez que ele era apenas um piloto convidado pela categoria. Mesmo assim, seu desempenho chamou a atenção.

### GP3 Series
Em 2013, Kvyat disputou a temporada completa da GP3 Series, assinando com a equipe MW-Arden, com apoio do patrocínio da Red Bull, que o acompanha em sua carreira desde o início. Teve Carlos Sainz Jr. e Robert Vișoiu como companheiros de equipe. Após um início lento, Kvyat começou a evoluir a partir de um pódio em Hungaroring, que foi o início de uma arrancada rumo ao título. Ele foi conquistado na última rodada em Abu Dhabi, em que o russo venceu a corrida principal e chegou em quinto na corrida curta. Ao todo, foram três vitórias, cinco pódios e 168 pontos, trinta a mais do que o vice-campeão Facu Regalia.

## Fórmula 1

### Scuderia Toro Rosso (2014)

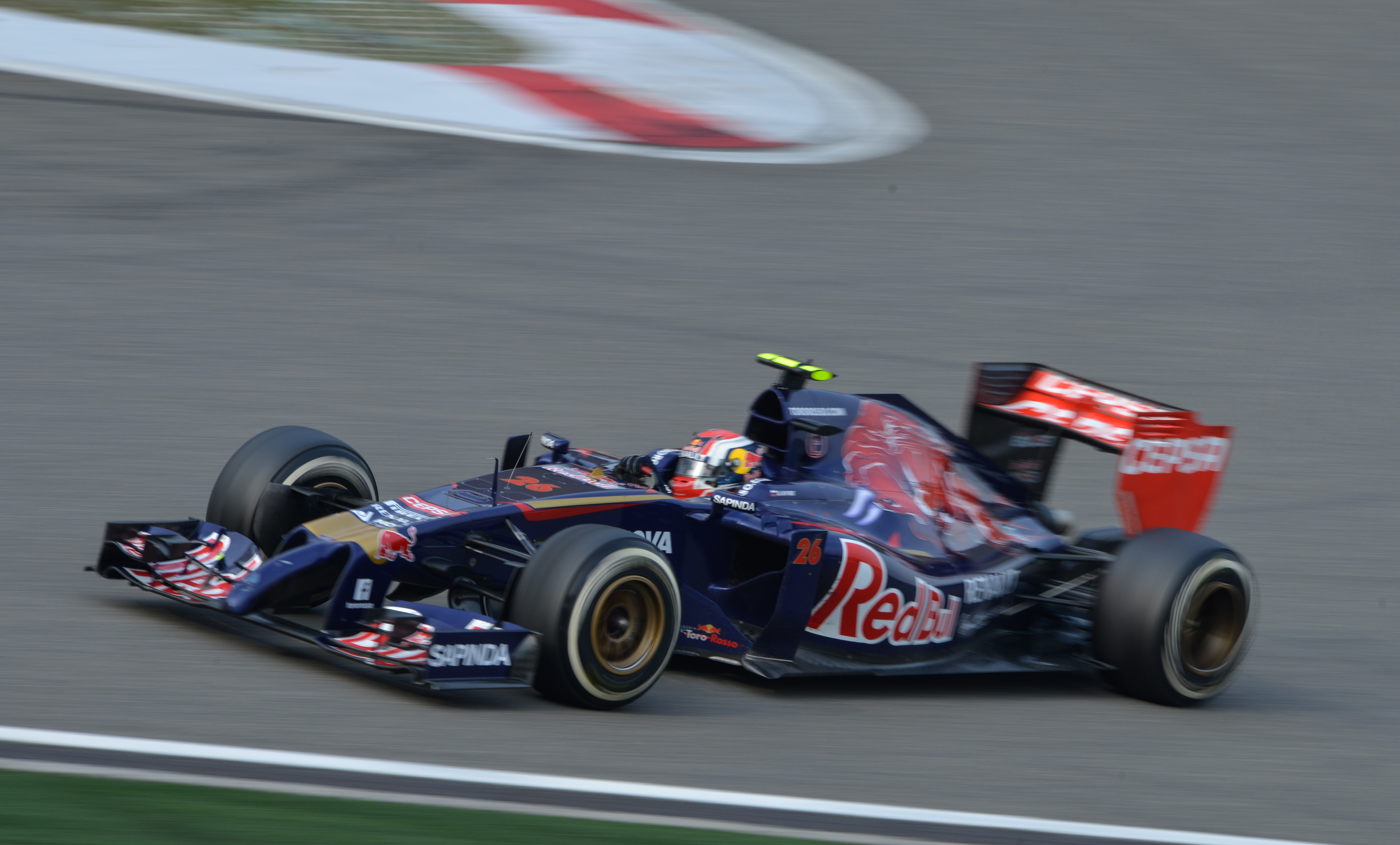
Kvyat durante o Grande Prêmio da China de 2014.

Em outubro de 2013, Kvyat foi anunciado pela Scuderia Toro Rosso como novo piloto da escuderia na temporada de 2014 da Fórmula 1, substituindo o australiano Daniel Ricciardo. Sua contratação foi uma surpresa, pois o português António Félix da Costa, também protegido da Red Bull, era o grande favorito à vaga. O ex-piloto e consultor da RB, Helmut Marko, justificou a escolha do russo por conta do desempenho na GP3.
Em 16 de março de 2014, Kvyat na época ele havia se tornado o piloto mais jovem a pontuar na Fórmula 1, aos 19 anos e 324 dias, graças ao seu 9º lugar ao final da primeira corrida da temporada e de sua carreira , o GP da Austrália. Esta marca viria a ser superada por Max Verstappen que alcançou o 7º lugar no Grande Prêmio da Malásia de 2015 com 17 anos e 180 dias de idade

### Red Bull Racing (2015–2016)

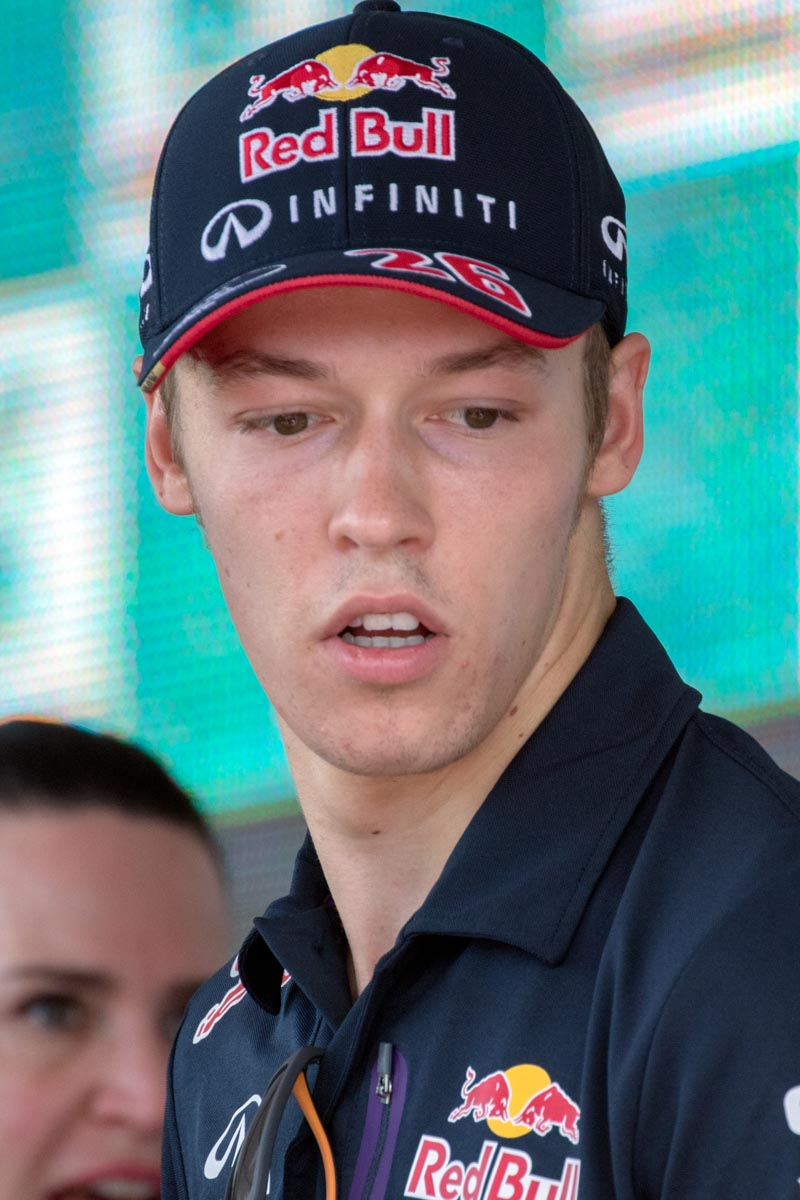
Kvyat em 2015

Durante o fim de semana do Grande Prêmio do Japão de 2014, a equipe Red Bull anunciou Kvyat como substituto de Sebastian Vettel, que deixou a equipe ao final de 2014. Em 2015, obteve seu primeiro pódio - segunda posição - no Grande Prêmio da Hungria de 2015, numa prova em que Kvyat chegou a ficar em décimo sétimo lugar por conta de um furo de pneu. No final do campeonato, ele superou o seu companheiro de equipe, Daniel Ricciardo, ao terminar em sétimo com 95 pontos e o australiano em oitavo, com 92 pontos.

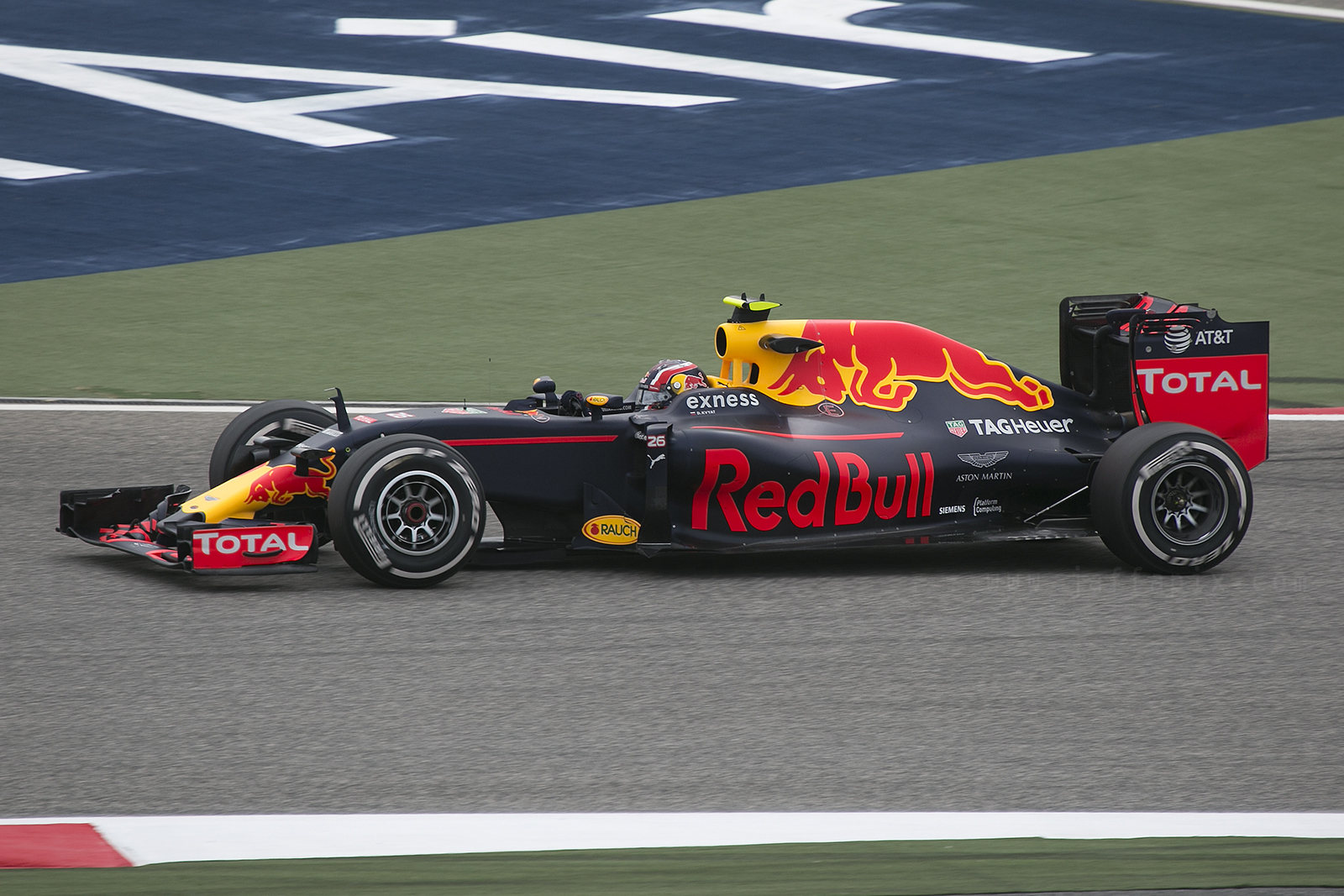
Kvyat durante o Grande Prêmio do Barém de 2016

Kvyat conquistou o segundo pódio no Grande Prêmio da China de 2016 ao terminar em terceiro e foi o destaque da corrida, sendo escolhido pelos internautas como o Piloto do Dia. No entanto, o russo também se envolveu em um incidente com tetracampeão Sebastian Vettel, acontecido ainda na largada. A súbita aproximação de Kvyat fez Vettel se atrapalhar e bater em seu companheiro Kimi Räikkönen, prejudicando a corrida dos pilotos da Ferrari.
E a dupla voltou a se encontrar durante o início da etapa da Rússia, onde Kvyat colidiu com o carro do alemão da Ferrari, que por sua vez bateu no de Ricciardo. E mais tarde, Kvyat tocou novamente em Vettel, que dessa vez, abandonou a prova. O piloto do carro 26 foi punido com um stop-and-go de 10 segundos e terminou a prova em décimo quinto lugar, enquanto um enfurecido Vettel ia até o pitlane da Red Bull se queixar pessoalmente com Christian Horner.

### Volta para a Scuderia Toro Rosso (2016)

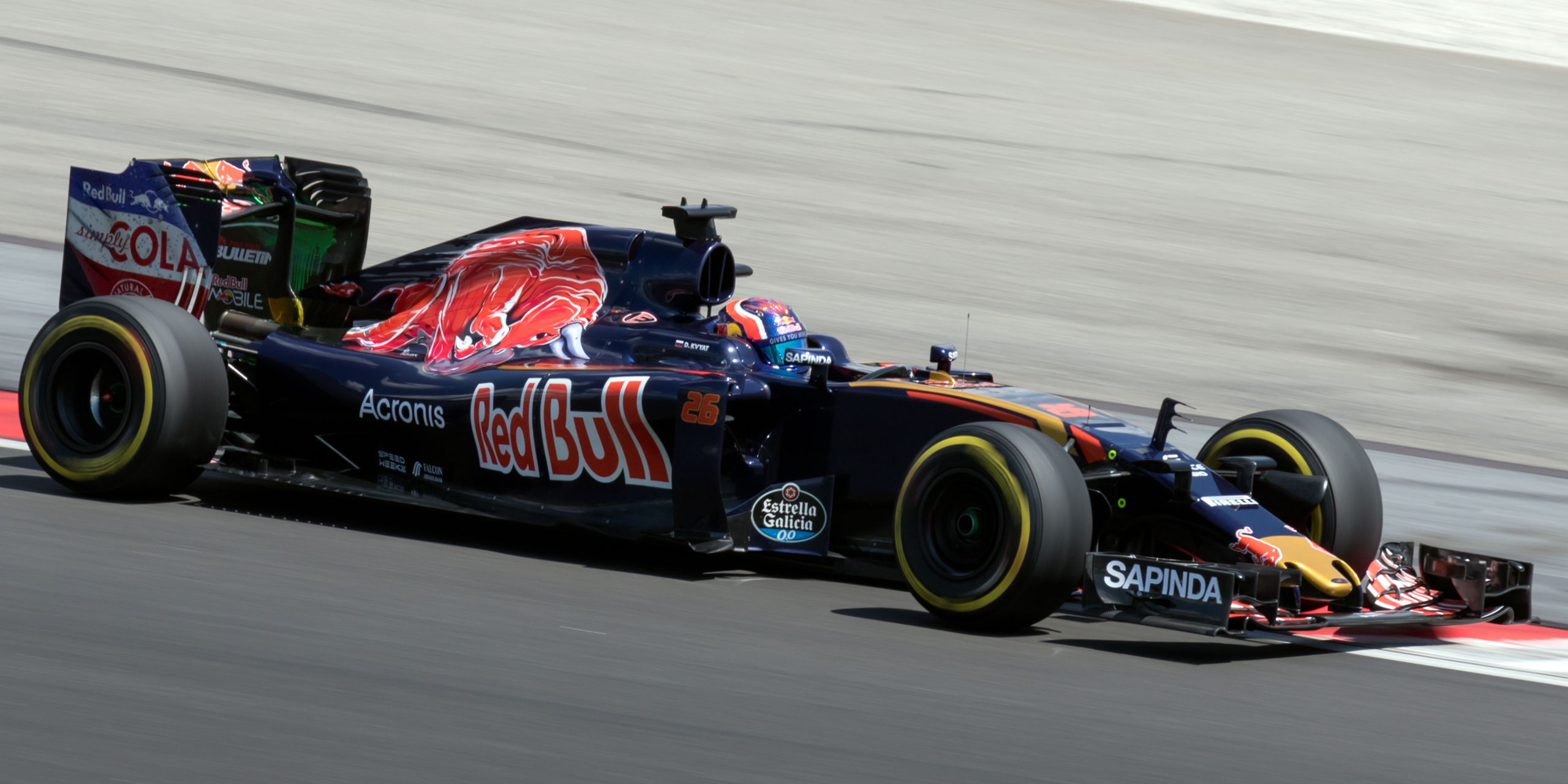
Kvyat no GP da Malásia de 2016

Em 5 de maio de 2016, a Red Bull anunciou que o piloto da Toro Rosso, Max Verstappen, estaria substituindo Kvyat a partir do Grande Prêmio da Espanha, com Kvyat voltando para Toro Rosso. De acordo com o chefe de equipe da Red Bull Christian Horner, "Dany será capaz de continuar o seu desenvolvimento na Toro Rosso, é uma equipe que ele está familiarizado, dando-lhe a chance de recuperar sua forma e mostrar o seu potencial". Na "nova" equipe, Kvyat só conseguiu pontuar mais três vezes, abandonando cinco provas e fechando o ano em décimo quarto lugar, com 25 pontos. Mesmo sendo "ajudado" com o pódio e os pontos conseguidos nas cinco corridas que fez pela Red Bull, Kvyat foi derrotado por seu companheiro Carlos Sainz Jr., que fez toda a temporada na STR, por 21 pontos de diferença.

### Saída da Toro Rosso (2017)
Kvyat permaneceu na Toro Rosso para a temporada de 2016. Mas, depois de ter somente 4 pontos contra 48 de Carlos Sainz Jr. foi substituído por Pierre Gasly no GP da Malásia, mas continuou na equipe como piloto reserva.
Voltou a pilotar para a equipe no GP dos Estados Unidos, dessa vez para substituir Sainz Jr, que foi para a Renault. Porém, mesmo terminando a corrida no décimo lugar, Kvyat foi demitido da equipe e foi substituído pelo neozelandês Brendon Hartley a partir do GP do México.

### Ferrari (2018)
No dia 10 de janeiro de 2018, Kvyat foi contratado como piloto de desenvolvimento na Ferrari.

### Segundo retorno para a Scuderia Toro Rosso (2019)

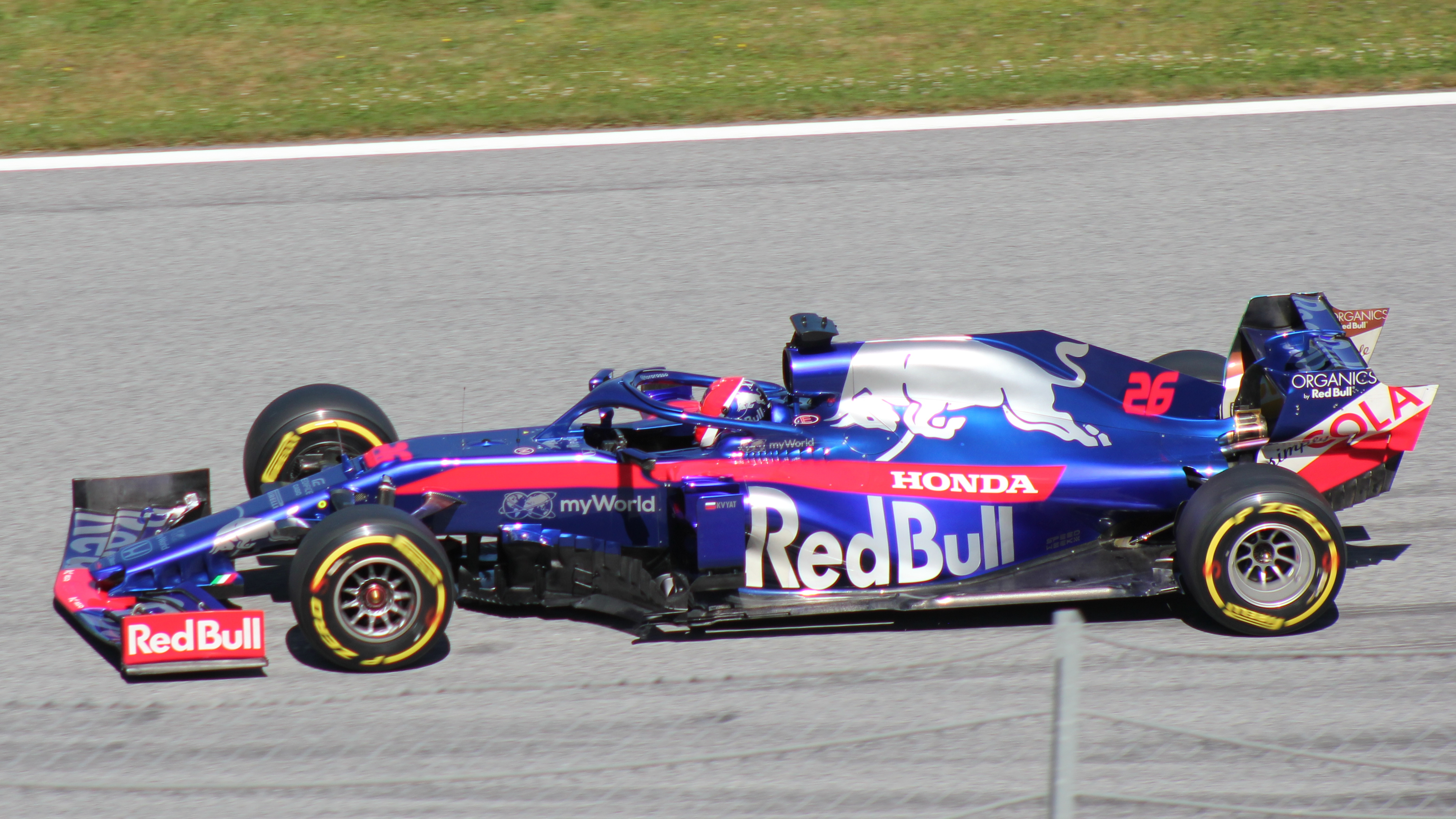
Kvyat no GP da Áustria de 2019

Em 29 de setembro de 2018, Kvyat foi confirmado como um dos pilotos da Toro Rosso para a temporada de 2019, substituindo Pierre Gasly que foi para a Red Bull Racing para ocupar a vaga deixada por Daniel Ricciardo que se mudou para Renault. Com isso, Kvyat pilota para a equipe que ele estreou na Fórmula 1 pela terceira vez em sua carreira. Ele foi companheiro de equipe do piloto tailandês Alexander Albon até o GP da Bélgica, quando Albon foi promovido para a Red Bull e Gasly retornou para a Toro Rosso. O maior resultado de Kvyat no ano foi o pódio no Grande Prêmio da Alemanha, que foi ainda mais especial por ter sido no dia 28 de julho de 2019, um dia após o nascimento de Penélope, sua primeira filha. Com isso, Kvyat terminou a temporada com 37 pontos, os mesmos de Nico Hülkenberg, mas graças a esse pódio, o russo levou vantagem, ficando com a 13ª colocação.

### Scuderia AlphaTauri (2020)
Em 12 de novembro de 2019, a Toro Rosso anunciou que Kvyat permaneceria na equipe, que foi rebatizada para AlphaTauri, ao lado de Pierre Gasly, para a disputa da temporada de 2020. Seu melhor resultado foi na Emília-Romanha, onde ele foi o quarto colocado, e Kvyat terminou sua última temporada na F1 em 14º, com 32 pontos, tendo sido superado por Gasly, que ficou quatro posições acima dele e fez mais que o dobro de seus pontos.

### Alpine (2021)
Em 2021, Kvyat atuou como piloto reserva da Alpine.

## Carreira pós-F1

### NASCAR

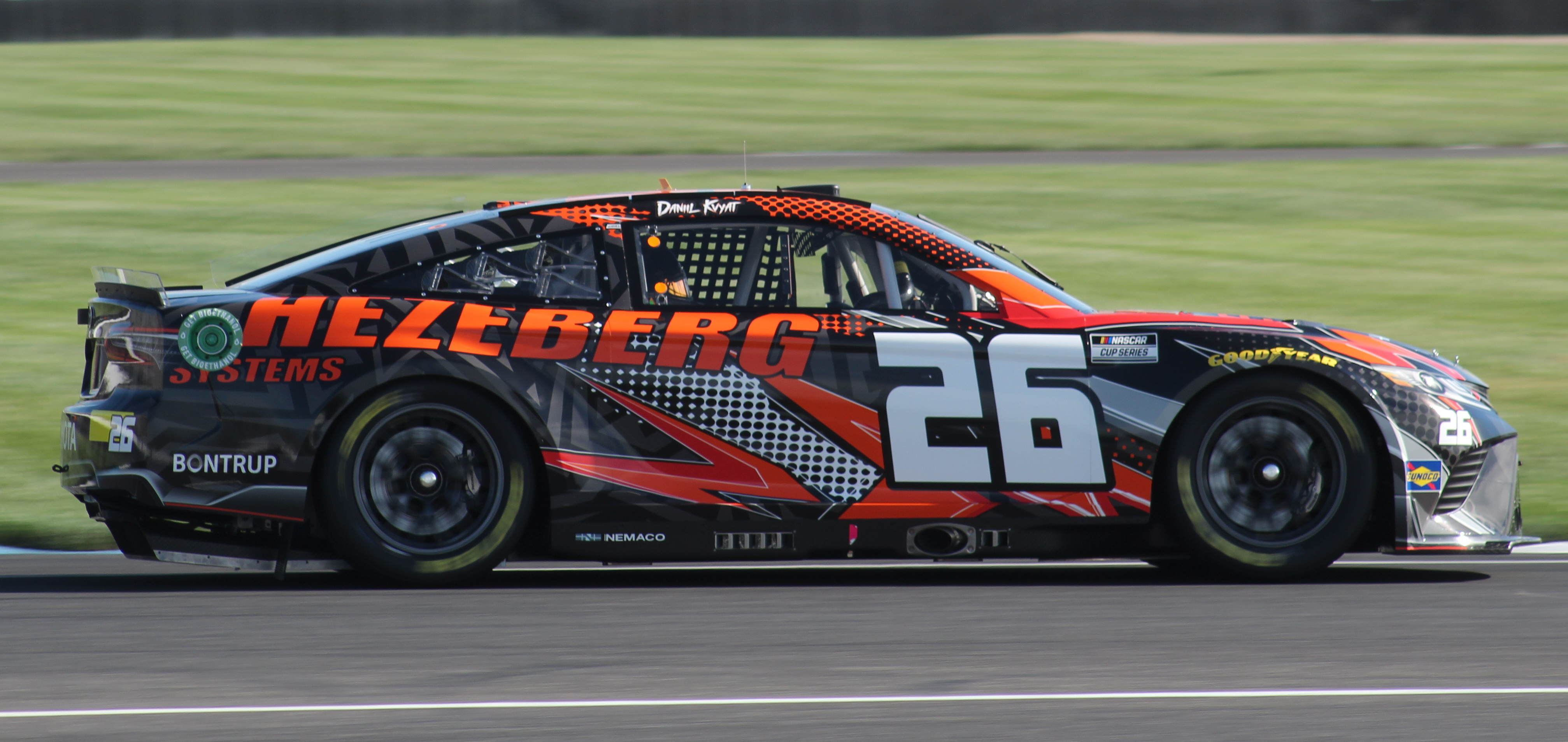
Kvyat na Verizon 200 de 2022

Em dezembro de 2017, Kvyat testou um carro de corrida da NASCAR Whelen Euro Series durante uma sessão voltada para jovens pilotos.  Ao longo de 2021 e 2022, Kvyat participou de vários eventos da NASCAR Cup Series, incluindo Martinsville Speedway e Road America, e apareceu nas garagens de várias equipes. 
Kvyat fez três largadas na NASCAR Cup Series de 2022 pela Team Hezeberg, com seu carro usando o mesmo número que usou na Fórmula 1, 26. Ele fez sua estreia na NASCAR na Verizon 200 de 2022 no Brickyard no circuito de Indianapolis Motor Speedway, terminando na 36ª posição após abandonar a corrida com problemas de suspensão.
Em 2024, participou da etapa do Circuito das Américas pela NASCAR Xfinity, correndo na equipe GreenLight Racing.

### Campeonato Mundial de Endurance da FIA
Kvyat deveria competir pela G-Drive Racing na classe LMP2 no Campeonato Mundial de Endurance da FIA de 2022 ao lado de James Allen e René Binder. No entanto, a G-Drive retirou-se da série em 6 de março, duas semanas antes da primeira corrida da temporada, em resposta às sanções impostas pela FIA após a invasão russa da Ucrânia. Kvyat chamou as sanções e restrições contra os atletas russos de "injustas e discriminatórias".

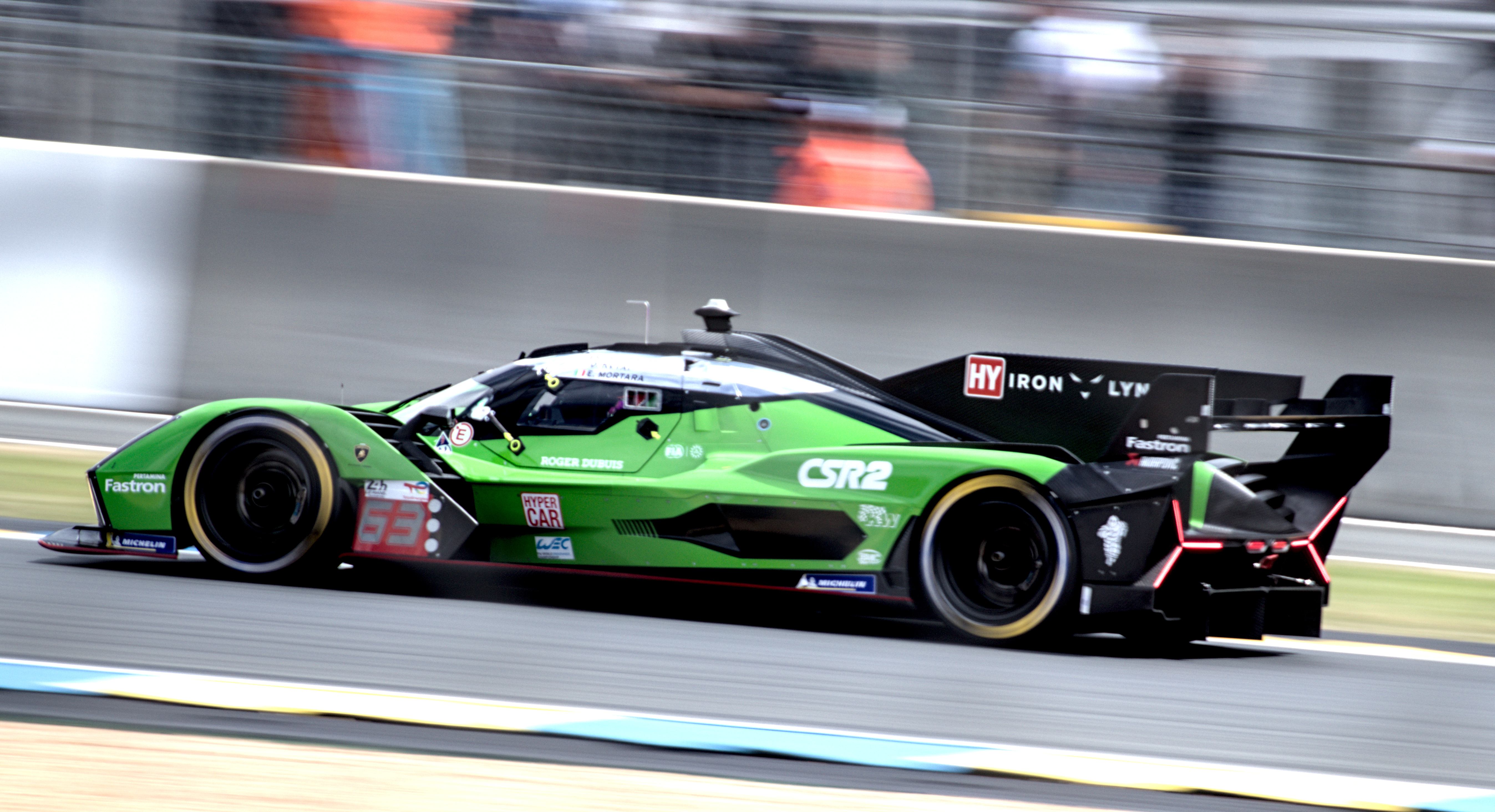
SC63 de Kvyat, Bortolotti e Mortara nas 24 Horas de Le Mans de 2024

Em 2023, Kvyat juntou-se à Prema Racing na classe LMP2 do Mundial de Endurance, pilotando o Oreca 07 nº 63 ao lado de Mirko Bortolotti e Doriane Pin, sob uma licença italiana. Na abertura da temporada, 1000 Milhas de Sebring, Kvyat terminou em terceiro para marcar seu primeiro pódio no WEC na estreia. Fez a pole para as 6 Horas de Portimão, que terminou em quarto. Seu trio pontuou em todas as provas, exceto as 24 Horas de Le Mans, que abandonou após um acidente durante a classificação, e fechou o ano em nono lugar.
Kvyat ingressou na Lamborghini em 2024 na classe rainha Hypercar, pilotando o SC63 ao lado de Mirko Bortolotti e Edoardo Mortara. Seu melhor resultado foi nas 24 Horas de Le Mans, que ele terminou em décimo lugar.

### Fórmula E
Em abril de 2023, Kvyat participou do teste de pilotos novatos de Berlim com a equipe de Fórmula E NIO 333 Racing. Kvyat voltou com a NIO na sessão de treinos de novatos no ePrix de Roma.

## Vida pessoal
Daniil é natural de Ufa, capital da República do Bascortostão, na Rússia. Ele é filho de Vyacheslav Kvyat, um diretor de uma empresa de energia e parlamentar local, e de Zulfya Kvyat. O piloto vive em Roma junto com a família desde a adolescência e é fluente em quatro idiomas: russo, inglês, espanhol e italiano. Ele é fã de heavy metal, tendo admiração pela banda Metallica.
Em janeiro de 2017, Kvyat assumiu o namoro com Kelly Piquet, filha do tricampeão mundial de Fórmula 1, Nelson Piquet. Ela postou uma foto ao lado de Kvyat durante viagem pela Itália, com a palavra “amor” escrita em russo na legenda. Dias antes, o piloto de 22 anos postou outra foto abraçado à namorada, com um singelo coração na legenda. Em julho de 2019, foi divulgado o nascimento de Penélope, a primeira e única filha do casal. Kvyat não pôde estar presente por conta dos seus compromissos no GP da Alemanha, por isso fez questão de reafirmar sua crença em Deus, agradecendo à Kelly e ao cunhado Pedro, que cuidou de sua esposa nesse período. Mas Kvyat e Kelly terminaram o relacionamento meses depois, em dezembro de 2019. Atualmente, Kelly está com o tetracampeão mundial, Max Verstappen.

## Resultados na Fórmula 1
(Legenda) Corridas em negrito indicam pole position; em itálico indicam a volta mais rápida.
| Temporada | Equipe                    | Chassis                   | Motor                           | 1       | 2       | 3       | 4       | 5      | 6       | 7       | 8       | 9       | 10      | 11     | 12     | 13     | 14      | 15     | 16      | 17     | 18     | 19      | 20     | 21      | Class. | Pontos |
| --------- | ------------------------- | ------------------------- | ------------------------------- | ------- | ------- | ------- | ------- | ------ | ------- | ------- | ------- | ------- | ------- | ------ | ------ | ------ | ------- | ------ | ------- | ------ | ------ | ------- | ------ | ------- | ------ | ------ |
| 2013      | Scuderia Toro Rosso       | Toro Rosso STR8           | Ferrari 056 2.4 V8              | AUS     | MAL     | CHN     | BAR     | ESP    | MON     | CAN     | GBR     | ALE     | HUN     | BEL    | ITA    | SIN    | JAP     | COR    | IND     | ABU    | EUA TD | BRA TD  |        |         | -      | -      |
| 2014      | Scuderia Toro Rosso       | Toro Rosso STR9           | Renault Energy F1-2014 1.6 V6 t | AUS 9   | MAL 10  | BAR 11  | CHN 10  | ESP 14 | MON Ret | CAN Ret | AUT Ret | GBR 9   | ALE Ret | HUN 14 | BEL 9  | ITA 11 | SIN 14  | JAP 11 | RUS 14  | EUA 15 | BRA 11 | ABU Ret |        |         | 15º    | 8      |
| 2015      | Infiniti Red Bull Racing  | Red Bull RB11             | Renault Energy F1-2015 1.6 V6 t | AUS Ret | MAL 9   | CHN Ret | BAR 9   | ESP 10 | MON 4   | CAN 9   | AUT 12  | GBR 6   | HUN 2   | BEL 4  | ITA 10 | SIN 6  | JAP 13  | RUS 5  | EUA Ret | MEX 4  | BRA 7  | ABU 10  |        |         | 7º     | 95     |
| 2016      | Red Bull Racing           | Red Bull RB12             | TAG Heuer 1.6 V6 t              | AUS NL  | BAR 7   | CHN 3   | RUS 15  | —      | —       | —       | —       | —       | —       | —      | —      | —      | —       | —      | —       | —      | —      | —       | —      | —       | 14º    | 25     |
| 2016      | Scuderia Toro Rosso       | Toro Rosso STR11          | Ferrari 060 1.6 V6 t            | —       | —       | —       | —       | ESP 10 | MON Ret | CAN 12  | EUR Ret | AUT Ret | GBR 10  | HUN 16 | ALE 15 | BEL 14 | ITA Ret | SIN 9  | MAL 14  | JAP 13 | EUA 11 | MEX 18  | BRA 13 | ABU Ret | 14º    | 25     |
| 2017      | Scuderia Toro Rosso       | Toro Rosso STR12          | Toro Rosso 1.6 V6 t             | AUS 9   | CHN Ret | BAR 12  | RUS 12  | ESP 9  | MON 14† | CAN Ret | AZE Ret | AUT 16  | GBR 15  | HUN 11 | BEL 12 | ITA 12 | SIN Ret | MAL NP | JAP NP  | EUA 10 | MEX NP | BRA NP  | ABU NP |         | 19º    | 5      |
| 2019      | Red Bull Toro Rosso Honda | Scuderia Toro Rosso STR14 | Honda RA619H 1.6 V6 t           | AUS 10  | BAR 12  | CHN Ret | AZE Ret | ESP 9  | MON 7   | CAN 10  | FRA 14  | AUT 17  | GBR 9   | ALE 3  | HUN 15 | BEL 7  | ITA Ret | SIN 15 | RUS 12  | JAP 10 | MEX 11 | EUA 12  | BRA 10 | ABU 9   | 13°    | 37     |
| 2020      | Scuderia AlphaTauri Honda | AlphaTauri AT01           | Honda RA620H 1.6 V6 t           | AUT 12† | EST 10  | HUN 12  | GBR Ret | 70 10  | ESP 12  | BEL 11  | ITA 9   | TOS 7   | RUS 8   | EIF 15 | POR 19 | EMI 4  | TUR 12  | BAR 11 | SKR 7   | ABU 11 |        |         |        |         | 14°    | 32     |

Notas
† – O piloto não terminou a prova, mas foi classificado pois completou 90% da corrida.